# Infinity Wars
Infinity Wars è una serie a fumetti del 2018 pubblicata dalla Marvel Comics. Si tratta del seguito di Infinity Countdown.

## Concezione
La storia coinvolge gli eroi e i cattivi dell'universo Marvel nelle conseguenze dell'esito della ricerca delle nuove Gemme dell'Infinito (ora ribattezzate Pietre dell'infinito).
In Infinity Wars n. 3 ("Infinity Warps"), Requiem (Gamora) raccoglie con successo le Gemme dell'Infinito per usarle in un modo più creativo rispetto a suo padre Thanos, riducendo a metà le forme di vita dell'universo combinando due personaggi qualsiasi in un nuovo individuo. . Tuttavia, il risultato non ha voluto: solo la realtà attorno agli eroi della Terra è deformata e trasportata all'interno del Soulworld, dove Devondra, un'entità cosmica che dimora nel cuore della Pietra dell'Anima, attende di nutrirsi.

## Trama
Loki arriva in una biblioteca a Omnipotence City, dove scopre che in nessuna delle sue storie del Multiverso viene ritratto come un eroe. La custode temporale Flowa lo indirizza a un libro su diversi universi, ma scoprono che mancano delle pagine. Nel frattempo, Adam Warlock percepisce la corruzione del Mondo delle Anime e chiede aiuto al Dottor Strange, in possesso della Gemma del Tempo. Lo stregone cerca di convincere Warlock a rinunciare alla Gemma dell'anima, ma lui lo avverte che Kang il Conquistatore non è l'unico in cerca delle Gemme dell'Infinito. Thanos si sta mobilitando con i Chitauri per raccogliere le Gemme dell'Infinito, ma lui e il suo esercito vengono uccisi da una figura misteriosa.
Gamora si avvicina ai Guardiani della Galassia Star-Lord (detentore della Gemma del Potere), Rocket e Groot e Quill le chiede di tornare nella squadra. Strange raduna i possessori delle gemme (Star-Lord, Warlock, il clone di Vedova Nera, Capitan Marvel e Turk Barrett) a Central Park, dove scoprono che Thanos è morto. Loki e Flowa vanno alla Cava di Dio e vengono informati che "la fine dell'infinito è arrivata". Da un portale emerge un Loki alternativo dotato di Mjolnir e delle Gemme dell'Infinito che, prima di essere riportato nel suo universo e ucciso da un mangiatore di anime, informa Loki che ha bisogno delle Gemme per sconfiggere Devondra. Turk scopre che la Gemma del Potere di Star-Lord è falsa e ciò genera uno scontro in cui intervengono Iron Man e Thor. Si palesa l'assassino di Thanos, che si rivela essere Gamora, la quale ha assunto l'identità di "Requiem" e ha rubato la Gemma del Potere a Quill in precedenza, incastonandola nella sua spada. Star-Lord si rifiuta di uccidere Gamora e lei lo ferisce gravemente.
Strange usa la Gemma del Tempo per curare Quill e teletrasporta Barrett in un'altra dimensione, dove lo convince a consegnargli la Gemma della Mente. Nel frattempo, gli altri eroi continuano a combattere Gamora, la quale è tormentata da delle visioni di Thanos. Gamora sottrae la Gemma della Realtà a Capitan Marvel, dopodiché ruba le Gemme della Mente e del Tempo e decapita Adam Warlock. Subito dopo, usa la Gemma del Tempo per rubare la Gemma dello Spazio a Vedova Nera e reclama la Gemma dell'Anima. Gamora apre il portale per il Regno dell'Anima e si fonde con la sua controparte anziana; intende riequilibrare la Gemma dell'Anima per nutrire Devondra, ma si palesano Loki e Flowa che le offrono consiglio.
Gamora legge la mente di Loki con la Gemma della Mente e viene sapere della sua visita alla Cava di Dio, proponendosi di indagare sul confine del luogo. Per neutralizzare qualsiasi opposizione e per nutrire Devondra, Gamora intrappola Loki e gli abitanti del Regno dell'Anima in una dimensione tascabile che porta vari supereroi a unirsi in un unico individuo: Iron Man e Thor diventano Iron Hammer, Capitan America e Dottor Strange sono fusi nel Soldato Supremo, Scarlet e X-23 diventano Weapon Hex, Spider-Man e Moon Knight si uniscono in Arachknight, Black Panther e Ghost Rider vengono fusi in Ghost Panther. Gamora viaggia con Flowa alla Cava di Dio e inizia a scavare nella Cava della Creazione. Loki, per prevenire la fine del mondo e della dimensione tascabile, cerca di arruolare Diamond Patch (ibrido tra Wolverine ed Emma Frost) al fine di trovare Adam Warlock.
Diamond Patch deduce che Gamora ha replicato il mondo reale, pertanto nel Regno dell'Anima devono esistere delle copie delle Gemme dell'Infinito; riesce a ottenere la Gemma del Potere inviando un messaggio telepatico a un futuro Wolverine che eserciterà la Fenice. Diamond Patch si divide nuovamente in Wolverine ed Emma Frost e quest'ultima porta Loki nella dimensione tascabile per reclutare degli individui che possano brandire le Gemme. I due formano una squadra con Ms. Marvel e Kang il Conquistatore (precedentemente fusi in Ms. Kang) e Hulk e Ant-Man (inizialmente uniti in Little Monster). Il gruppo trova Warlock, il quale afferma che devono sconfiggere Devondra. In seguito a ciò, riescono a radunare altri eroi mentre Gamora, nel mondo reale, trova una barriera impenetrabile sotto la Cava di Dio. Dal momento che cerca di sfondare la Terra-616, viene convocata dal Consiglio degli Osservatori.
Nella Gemma dell'Anima, Loki, Adam Warlock e i supereroi riformati (tranne il Soldato Supremo, che vuole rimanere così com'è) combattono Devondra. Il gruppo recupera le Gemme dell'Infinito da una versione bambina di Gamora e le pietre vengono suddivise tra loro in base alle loro abilità: Emma Frost ottiene la Gemma del Potere, Hulk quella dello Spazio, Ant-Man del Tempo, Kang della Realtà, Loki quella dell'Anima e Ms. Marvel quella della Mente. Nel mondo reale Gamora, sorvegliata dal Consiglio degli Osservatori, cerca di infrangere la barriera sotto la Cava di Dio e viene attaccata da versioni alternative di Phyla-Vel e Dragoluna per aver distrutto il loro universo, lotta alla quale si uniscono gli eroi. L'intento di Gamora è riformare l'universo dopo che Devondra avrà divorato quello attuale per eliminare la sofferenza; dopo la sua sconfitta, Loki prende le Gemme e abbatte la barriera tra mondi, entrando in un altro universo con Flowa, Emma Frost e Kang. Scoprono che Gemme lì non funzionano e si imbattono in un gruppo di Celestiali. 
I Celestiali mostrano a Loki il suo futuro e lui, disilluso, restituisce le Gemme ai suoi ex compagni di squadra e parte per Omnipotence City con Flowa. Nel Regno dell'Anima, Soldier Supreme sconfigge Gamora e la interroga su come eliminare Devondra, ma lei afferma che non è possibile sconfiggerla nel Regno dell'Anima. Arriva Peter Quill (fuso con Groot) con Art Douglas (Drax in un corpo umano), i quali salvano Gamora, mentre giungono sul posto anche Emma, Ant-Man, Hulk, Ms. Marvel e Kang. Warlock intende copiare le loro anime nella dimensione tascabile per portarli tutti nel mondo reale; una volta compiuto l'atto tramite le Gemme dell'Infinito, l'universo di Devondra collassa e gli eroi si risvegliano in Egitto. Star-Lord convince le alternative Phyla-Vel e Dragoluna a risparmiare Gamora, la quale viene mandata via da Warlock affinché possa redimersi. Drax rimane come Douglas nell'universo tascabile per vivere con la sua compagna, e nello stesso universo rimangono alcuni eroi ibridi. Gamora trova in un deserto un bozzolo contenente un giovane Adam Warlock (chiamato "Magus"), che le dice di essere stato mandato da un amico. 
Ad Omnipotence City, Flowa finisce di scrivere il suo libro lasciando alcune pagine vuote in caso di viaggi nel tempo. Loki propone a Flowa di accompagnarlo nella sua prossima missione in cerca di una risposta per le azioni di Warlock, ma lei rifiuta. Warlock, rimasto solo nel deserto, afferma che una parte di lui è "scomparsa" facendo eco all'inizio del viaggio di Gamora per diventare Requiem.

## Accoglienza
Il fumetto ha avuto un'accoglienza positiva; Goodreads gli ha assegnato 3,3/5 e ComicBookWire un 7,0, declamando che "Questo fumetto è interessante dall'inizio alla fine, con pochissimi punti della trama poco brillanti e ha illustrazioni visivamente piacevoli a sostegno della storia". Comic Book Resources lo ha paragonato positivamente a Infinity War.